# Eliseo Mattiacci
Eliseo Mattiacci (Cagli, 13 novembre 1940 – Fossombrone, 25 agosto 2019) è stato un artista italiano.

## Biografia
Dopo gli studi all'Istituto Statale d'Arte Gaetano Lapis di Cagli si diploma nel 1959 all'Istituto di Belle Arti di Pesaro e nel 1961 realizza la sua prima mostra: una collettiva dedicata ai giovani artisti dalla Galleria Nazionale d'Arte Moderna di Roma in occasione della quale si aggiudica il primo premio con l'opera Uomo meccanico realizzata in metallo con materiali di recupero assemblati.
Dal 1964 l'artista si trasferisce a Roma, dove frequenta l'ambiente culturale della capitale, in quegli anni in pieno fermento.
Queste frequentazioni gli permetteranno di esporre in una delle gallerie simbolo del milieu artistico romano dell'epoca, La Tartaruga di Piazza del Popolo. È il 1967 e la galleria dedica all'artista una personale che ne segnerà il primo grande successo di critica e pubblico. Lo scultore invade la galleria con un tubo snodabile in ferro nichelato, lungo 150 metri, smaltato di "giallo Agip" e trasportato per le strade della città. In questa occasione esce il primo testo critico dedicato all'artista, scritto da Mario Diacono e pubblicato sulla rivista Bit. Il Tubo è presentato in diverse rassegne tra cui Arte Povera e Im-Spazio alla galleria La Bertesca di Genova nel 1967 la mostra curata da Germano Celant che segnerà l'avvio della vicenda critica dell'arte povera. Dello stesso anno la mostra presso la Galleria Nazionale d'Arte Moderna di Roma assieme al già affermato Pino Pascali.
Al 1968 risale l'approdo a L'Attico di Fabio Sargentini (catalogo con testo di Vittorio Rubiu), galleria simbolo del nascente movimento poverista. Qui espone oggetti d'uso e materiali industriali, come cilindri in lamiera o pneumatici, manipolati in modo tale da generare insoliti effetti tattili o da esaltarne valori fisici, quali peso, forza di gravità o magnetismo. La stessa dinamica compare in Tensione con pietra, esposto nella rassegna Prospekt 69 a Düsseldorf e in Contrasti di peso e Calamita e trucioli, presentati da Alexander Iolas a Parigi nel 1969 (catalogo con testo di Eliseo Mattiacci). L'opera Calamita e Trucioli è ora esposta permanentemente alla Collezione Maramotti di Reggio Emilia.
Malgrado ai suoi esordi l'artista mostri strette affinità con l'area poverista, nel 1969 declina l'invito alla mostra di Amalfi Arte povera +azioni povere curata da Germano Celant, con l'espressa intenzione di non essere intrappolato in un movimento ed etichettato.
Alla fine degli anni Sessanta parallelamente inizia da parte di Mattiacci l'interesse per un'arte d'azione in cui la performance artistica diviene protagonista. Risale a quell'anno Lavori in corso, realizzata al Circo Massimo a Roma insieme agli allievi dell'Istituto d'Arte; seguono nel 1969 Percorso a L'Attico e Zatteronmarante compiuta nell'ambito della mostra Al di là della pittura a San Benedetto del Tronto.
L'indagine sull'essere fisico e sul concetto di esistenza ed identità, con forti connotazioni antropologiche, diviene sempre più urgente e protagonista in questi anni, tanto che il corpo dell'artista si rende fulcro della sua produzione. Nel 1971 Mattiacci espone se stesso a L'Attico con le braccia ed il busto ingessati; dello stesso anno Radiografia ossea del proprio corpo, presentata per la prima volta nella galleria Franco Toselli di Milano, una sorta di autoritratto dell'artista attraverso 12 radiografie di parti del suo corpo. Nel 1972 con l'ausilio del pubblico mette in scena le azioni Sostituirsi con una parte dell'artista alla galleria Schema di Firenze; nel 1973 presenta Rifarsi e Pensare il pensiero alla galleria di Alexander Iolas di Milano.
Il tema della comunicazione, del linguaggio e del senso di cultura sono portanti nelle opere presentate alla Biennale di Venezia del 1972: Alfabeti primari, Cultura mummificata, Planisfero con fusi orari e Progetto totale.
Storiche le mostre dedicate alle civiltà precolombiane e degli indiani d'America Rituale pellerossa del 1972 - 1973, Sette corpi di energia del 1973 e la spettacolare mostra del 1975 a L'Attico, Recupero di un mito sequenza fotografica nella quale l'artista assume le sembianze dei pellerossa americani, popolo sconfitto culturalmente spezzato ed interrotto.
Il 1976 è l'anno del Premio Bolaffi al quale segue l'importante pubblicazione di una monografia a cura di Maurizio Fagiolo Dell'Arco.
Nel 1981 il Padiglione d'Arte Contemporanea di Milano gli dedica una personale assieme a Vito Acconci nella quale espone Roma 1981 una versione della quale, realizzata in cemento e intitolata Nato sulla città e rapportato alla città viene successivamente collocata lungo le mura di Terni.
Gli anni 80 segnano l'affermarsi del crescente interesse per l'astronomia, tanto che Bruno Corà definisce le produzioni di questi anni “Opere spaziali - cosmiche – astronomiche”. Nel 1982 in una mostra personale nella galleria Appel und Fertsch di Francoforte a cura di Giuliano Briganti espone per la prima volta i disegni Predisporsi ad un capolavoro Cosmico - astronomico. Nel giugno del 1984 al Kunstforum di Monaco, invitato dalla Stätische Galerie im Lenbachhaus, realizza l'installazione Alta tensione astronomica. In novembre espone da Piero Cavellini a Brescia, Scultura stratosferica del 1984. Nel giugno del 1985 alla Casa del Machiavelli a San Casciano in Val di Pesa presenta una selezione di disegni ispirati alle energie cosmiche dei corpi celesti.
Nell'agosto del 1986, Mattiacci espone per la prima volta Carro solare del Montefeltro, elegante assemblage di grandi discoidi, in una mostra a confronto con Enzo Cucchi da Franca Mancini a Pesaro (catalogo con testo di Paolo Volponi).
Nel corso del 1988 è invitato con una sala personale alla LXIII Biennale di Venezia; partecipa alla mostra Undici artisti a Villa Domenica a Moncenigo (Treviso), in occasione della quale realizza l'installazione permanente Porta del sole e la Galleria Civica di Modena gli dedica un'ampia mostra antologica a cura di Fabrizio D'Amico. Nel 1989, nasce, su idea dell'artista, il Centro per la Scultura Contemporanea Torre Martiniana di Cagli, con opere, oltre che di Mattiacci, di Pietro Coletta, Marco Gastini,(Anthony Caro, Hidetoshi Nagasawa, Nunzio, Pino Pascali.
Gli anni 90 vedono l'affermarsi dell'interesse per grandi masse e dimensioni con monumentali installazioni in spazi aperti, alcune permanenti altre realizzate in occasione di eventi espositivi.
I materiali sono quelli di sempre: lastre di acciaio corten, sfere di ghisa e diversi elementi in ferro. Su questi sembra ricreare le traiettorie celesti e i cerchi concentrici degli ordini cosmici, generando moti di infinito dalle massicce forme e dalle consistenze dei metalli. Luogo privilegiato diviene quindi il paesaggio nel quale l'artista agisce replicando nell'artificio meccanico delle sue installazioni le leggi fisiche naturali in sottile sfida con esse. Da qui l'interesse crescente per i fenomeni legati alla precarietà dell'equilibrio, al magnetismo, alle relazioni tra corpi e alle energie tra questi sprigionatesi.
Il cosmo continua ad essere protagonista e nell'inverno del 1994 Mattiacci installa il lavoro Riflesso cosmico - Dall'alba al sorgere del sole sulla pista di pattinaggio di Cervinia (Aosta). Nel 1992, nell'ambito di una serie di eventi promossi da Bruno Corà e raggruppati sotto il titolo "Micce", dà vita ad Un ascolto di vuoto, un'azione-installazione ambientata nella cava di Sant'Anna nei pressi del Passo del Furlo (Pesaro e Urbino), ripetuta nel dicembre del 1993 nel caos di un cantiere edile ad Alexanderplatz a Berlino. Una sfera precipita contro un grande disco metallico e innesca una miccia che risalendo la montagna fa esplodere una carica a salve. Il suono si propaga nello spazio concavo della cava, rendendo percettibile il vuoto.
Tra il maggio ed il giugno del 1993 tiene un'ampia mostra negli spazi PradaMilanoArte a cura di Fabrizio D'Amico. Nello stesso anno l'Istituzione Premio Marche gli dedica un omaggio con la mostra antologica presentata prima ad Ancona e successivamente all'Istituto italiano di cultura di Parigi (a cura di Renato Barilli).
Nel 1994 una grande scultura di Mattiacci in cemento e ferro, Le vie del cielo, viene installata nell'alveo del fiume Bidente presso Santa Sofia (Forlì). Risale al 1995 il lavoro Equilibrio compresso, collocato su uno sperone della Rocca di San Gimignano e realizzato nell'ambito del progetto, comprendente la partecipazione di altri artisti, curato da Giuliano Briganti e da Luisa Laureati.
Tra luglio ed ottobre Pesaro gli dedica un'ampia mostra, a cura di Bruno Corà, che inaugura il Centro per le Arti Visive ospitato nell'ex pescheria ottocentesca. In questa occasione lungo il vecchio porto della città viene installata, in permanenza, la scultura Riflesso dell'ordine cosmico. Nel 1997 il Centro di Scultura Contemporanea presso il Torrione Martiniano di Cagli, viene inaugurato e per l'occasione viene allestita una mostra antologica dedicata all'artista che dissemina otto sue opere di grandi dimensioni in acciaio corten nella zona antica ed archeologica della città. La spazialità cosmica continua ad essere in questi anni il grande tema di Mattiacci, a lungo cercato, interpretato, continuamente esaminato, con sempre nuove elaborazioni, come ha dimostrato l'imponente mostra ai Mercati di Traiano a Roma nell'estate del 2001. Questa costante è alla base anche dei lavori scelti per la personale Capta spazio tenutasi nell'inverno 2002-2003 alla Galleria dello Scudo, in occasione della quale alcune sculture di grandi dimensioni vengono esposte nel giardino del Museo di Castelvecchio rinnovando un dialogo ideale con le architetture del passato.
Nel 2004 la Galleria dell'Oca dedica all'artista un'antologica che ne ripercorre la fertile carriera con l'esposizione di alcuni dei suoi lavori storici oltre che lavori inediti.
Nell'autunno 2006 installa per il Mart di Rovereto, Sonda Spaziale del 1993-1995, una colonna alta 17 metri assemblage di due strutture metalliche. All'anno dopo risale una collettiva d'arte italiana che lo vede esporre a Shanghai, a Pechino, a Taiwan e in Corea.
Nel 2008 è invitato alla mostra di sette scultori italiani nei giardini dell'Ambasciata Italiana per le Olimpiadi di Pechino. Nello stesso anno gli viene assegnato il Premio Antonio Feltrinelli per la scultura 2008, attribuito dall'Accademia Nazionale dei Lincei alla presenza del Presidente della Repubblica, Giorgio Napolitano.
Nel dicembre 2010 la Galleria dello Scudo torna a rendere omaggio a Mattiacci proponendo una selezione di opere di grande formato realizzate tra il 1976 e il 2010, imperniate sul tema delle possibili relazioni tra terra, spazio e corpi astronomici, oggetto delle sue riflessioni da più di trent'anni. La fabbrica del cosmo, come titola la mostra, è stata e continua ad essere il luogo immaginario in cui l'artista, in un costante rinnovamento, cattura le forme e le forgia in un dialogo continuo con gli elementi dell'universo e con le forze che lo governano.
Attraverso la forma, il peso, la gravità dei materiali tramutata in aerea leggerezza, il suo sguardo sempre incantato, dotato d'ingenuo candore – come ha scritto Giuliano Briganti – cerca ancora, nelle traiettorie tra il cosmo e la terra, l'alterno senso delle cose.

## Mostre personali
1967
- Galleria La Tartaruga, Roma

1968
- Sculture recenti Galleria L'Attico, Roma
- Lavori in corso al Circo Massimo Galleria L'Attico, Roma

1969
- Galerie Alexander Iolas, Parigi
- Percorso Galleria L'Attico, Roma

1970
- Galleria L'Attico, Roma

1971
- Galleria Franco Toselli, Milano
- Esperienza fisiologica, Galleria L'Attico, Roma

1972
- Galleria Schema, Firenze

1973
- Galleria Alexander Iolas, Milano
- Galleria Alexander Iolas, Parigi

1974
- Iolas Gallery, New York

1975
- Recupero di un mito, Galleria L'Attico, Roma

1976
- Artisti e poeti sono miei amici, Galleria Multimedia, Erbusco

1978
- Galleria Spazio C.M., Pescara
- Essere-respirare, Galleria La Salita, Roma

1979
- Galleria Jean e Karen Bernier, Atene
- Casa: casa e case, Galleria de' Foscherari, Bologna
- Esplorazione-Porte d'Egitto, Spazio Oolp, Torino
- Galleria Il Capricorno, Venezia
- Galleria Pietro Cavellini, Brescia

1980
- Galleria Vera Biondi, Firenze

1981
- Padiglione d'Arte Contemporanea, Milano
- Galleria E Tre, Roma

1982
- Galerie Appel & Fertsch, Francoforte
- Galleria Eva Mencio, Torino
- Palazzo Mazzancolli, Terni
- Galerie Walter Storms, Monaco

1983
- Iolas and Jackson Gallery, New York
- Galleria Franca Mancini, Pesaro

1984
- Galleria Gianfranco Zani, Asti
- Realtà e in-realtà d'oggi, Università La Sapienza, Istituto di Storia dell'Arte, Roma
- Alta Tensione astronomica, Stadtische Galerie im Lenbachhaus, Monaco
- Scultura stratosferica, Piero Cavellini, Brescia

1985
- Galleria Il Falconiere, Ancona
- Frammenti di totalità disegnate, Casa del Machiavelli, San Casciano Val di Pesa
- Spazi cosmici, Galleria Marco Noire, Torino

1986
- Opera, Associazione Culturale per le Arti Visive, Perugia

1987
- Cinque sculture, Galleria L'Isola, Roma
- Ossigeno, Galleria L'Isola, Roma
- Sculture recenti, Parco di Miramare – Castello di S. Giusto, Trieste

1988
- Galleria Civica, Modena

1989
- Galleria Valeria Belvedere, Milano
- Galleria Martano, Torino

1991
- Edicola notte, Roma
- Museo di Capodimonte, Napoli
- Galleria Sprovieri, Roma
- Galleria dell'Oca, Roma

1992
- Un ascolto di vuoto – Micce nella Cava di S. Anna, Passo del Furlo
- Incontro Mattiacci Bruno Corà, Urbino

1993
- PradaMilanoArte Milano
- Antologica, Ancona

1996
- Museo d'Arte Moderna, Bolzano
- Centro per le Arti Visive, Pesaro

1997
- Studio Casoli, Milano
- Centro di Scultura Contemporanea, Torre di Francesco di Giorgio Martini, Cagli

1999
- Palazzo Ducale, Urbino

2000
- Collezione Giuliano Gori, Celle

2001
- Studio Casoli, Milano
- La mia idea del cosmo Mercati di Traiano, Roma

2002-2003
- Capta spazio, Galleria dello Scudo, Verona

2004
- Galleria dell'Oca, Roma

2007
- Fonte d'Abisso, Milano

2010-2011
- Fabbrica del cosmo, Galleria dello Scudo, Verona

2018
- Gong retrospettiva a Forte Belvedere (Firenze)

## Mostre collettive
1961
- Mostra per giovani artisti; Galleria Nazionale D'Arte Moderna, Roma
- I Biennale d'arte del metallo, Gubbio

1962
- Mostra per giovani artisti; Galleria Nazionale D'Arte Moderna, Roma

1963
- Aspetti dell'arte contemporanea, IV Biennale d'arte figurativa, L'Aquila
- II Biennale d'arte del metallo, Gubbio

1965
- III Biennale d'arte del metallo, Gubbio
- IX Quadriennale di Roma, Palazzo delle Esposizioni, Roma

1967
- Lo spazio dell'immagine, Palazzo Trinci, Foligno
- Undici artisti italiani negli anni sessanta, Festival dei due mondi, Palazzo Ancaiani, Spoleto
- IV Biennale d'arte del metallo, Gubbio
- V Biennale des jeunes artistes, Musée d'Art Moderne de la Ville de Paris, Parigi
- Arte Povera – Im-spazio, Galleria La Bertesca, Genova
- Galleria La Tartaruga, Roma
- Mattiacci-Pascali, Galleria Nazionale d'Arte Moderna, Roma

1968
- Eurodomus 2, Palazzo dell'Esposizione, Torino
- XIV Triennale d'arte, Palazzo dell'Arte, Milano
- Extra:funf romische Kunstler, Stadtische Museum, Gemaldegalerie, Wiesbaden
- VI Biennale di Roma e del Lazio, Palazzo delle Esposizioni, Roma
- Situazione ‘68, Firenze
- IX Quadriennale Nazionale d'Arte di Roma, Roma

1969
- Le due nature, Galleria Il Centro, Napoli
- I Materiali, Galleria Qui Arte Contemporanea, Roma
- Al di la della pittura, VIII Biennale d'Arte Contemporanea, S. Benedetto del Tronto
- Nuove tecniche – Nuove Materiali, Carole
- Zwolf italienische Bildhauer, Kunstverein, Hamburg
- Prospect 69, Stadtische Kunsthalle, Dusseldorf

1970
- Biennale della giovane pittura, Museo Civico Bologna
- Galleria L'Attico, Roma
- Processi di pensiero visualizzati, Junge italienische Avantgarde", Kunstmuseum, Lucerna

1971
- Situation Concept, Galerie im Taxipalais, Innsbruck; Galerie Nachst St, Stephan, Wien
- New Italian Art: 1953-71, Walker Art Gallery, Liverpool
- Album, Galleria L'Attico, Roma

1972
- Centro multipli, Roma
- Incontri internazionali d'arte, Roma
- Bibliologia, Libreria Arcana, Roma
- XXXVI Biennale internazionale d'arte, Venezia
- Roma – Mappa '72, Incontri internazionali d'arte, Roma

1973
- La ricerca estetica dal 1960 al 1970, X Quadriennale nazionale d'arte, Palazzo delle Esposizioni, Roma
- Galleria La Salita, Roma
- Italy Two – Art around ‘70, Museum of the Philadelphia Civic Center, Philadelphia

1974
- Fotomedia, Museum am Ostwall, Dordtmund
- Galleria de' Foscherari, Bologna
- Galleria La Salita, Roma

1975
- 24 ore su 24 Galleria L'Attico, Roma
- Galleria Cenobio, Milano
- Fotomedia, rotonda di via Befana, Milano
- Recupero di un mito, Galleria L'Attico, Roma
- XIII Bienal, Museu de Arte Moderna, Sao Paulo
- Galleria Diagramma, Milano

1976
- Scatola, Galleria dell'Oca, Roma
- Fotomedia, Museum of Art, Tokio
- Drawings/Transparences, Galleria Cannaviello, Roma
- Omaggio a Pascali, Galleria L'Attico, Roma

1977
- Galleria Jean e Karen Bernier, Atene
- Arte in Italia (1960-1977), Galleria Civica d'Arte Moderna, Torino
- Interno/esterno (neo)metafisico, Galleria F. Fata & M. Diacono

1978
- Galleria Jean e Karen Bernier, Atene
- XXXIX Biennale internazionale d'arte, Venezia
- VI Biennale internazionale della grafica d'arte, Palazzo Strozzi, Firenze
- Galleria del Falconiere, Ancona
- Le figure del tempo, Galleria de' Foscherari, Bologna

1979
- Al vivo, Università degli studi, Istituto di storia dell'arte, Roma

1980
- Prima opera, Galleria La Salita, Roma
- Anabasi, Galleria Civica d'Arte Moderna, Termoli
- Arte e critica 1980, Galleria Nazionale d'Arte Moderna, Roma

1981
- Linee della ricerca artistica in Italia 1960-1980, Palazzo delle Esposizioni, Roma
- Blu oltremare, Marciana, Isola d'Elba
- Galerie Albert Baronian, Bruxelles

1982
- Generazioni a confronto, Università degli studi, Istituto di Storia dell'Arte, Roma
- Il italienische Kunstler in Munchen, Kunstlerwerkstatten, Munchen
- Spelt from Sybil's Leaves – Exploration in Italian art, University Art Museum, University of Queensland, Brisbane; Power Gallery, University of Sidney, Sidney
- Arte italiana 1960-1982, Institute of Contemporary Art, Hayward Gallery, London
- Trenta anni di arte italiana 1950-1980, Villa Manzoni, Lecco

1983
- L'avanguardia al plurale – Italia 1960-70, Pescara
- L'informale in Italia, Galleria Civica d'Arte Moderna, Bologna
- L'occhio del cielo, Casa del Mantenga, Mantova
- Interni colori (AEIUO), Centre d'Art Contemporain, Genève

1984
- Un disegno nell'arte: tensioni (1972-78), Galleria La Salita, Roma
- Dialoghi nell'arte, Palazzo Ducale, Gubbio*
- L'Oro nelle Marche, Musei Civici, Fano
- Scultura disegnata, Festival nazionale dell'Unità, Roma
- Materiali degli anni sessanta, Civico Museo d'Arte Contemporanea, Milano

1985
- Taiteen Kieli ja estasi, Alvar Aalto Museum, Jyvaskyla; Porin Taidemuseum, Pori; Helsinki Museum, Helsinki
- Galleria Piero Cavellini, Milano

1986
- XI Quadriennale nazionale d'arte, Palazzo dei Congressi, Roma
- Galleria Franca Mancini, Pesaro

1987
- Entre centre et absence, disegno italiano del dopoguerra, Galleria Martano, Torino
- L'agave su lo scoglio, Palazzo Catena – Palazzo Annecchino, Procida
- L'Attico 1957-1987, Chiesa di S. Nicolò, Spoleto
- Volumi inganni, Galleria Studio G7, Bologna; Museo Ca' Bianca, Malo.
- Disegno italiano del dopoguerra, Kunstverein, Frankfurt am Main; Galleria Civica, Modena; Visual Art School, Urbino – New York
- Entre centre et absence, Galleria Mazzocchi, Parma
- Nuove Acquisizioni, Galleria d'Arte Moderna, Bologna
- Quadricromia, Galleria Piero Cavellini, Milano

1988
- Progetto musicascultura, Teatro Sistina, Roma
- Antiromantica, Castello, Malcesine
- XLIII, Biennale internazionale d'Arte, Venezia
- Periplo della scultura italiana contemporanea, Biennale internazionale di scultura contemporanea, Chiese rupestri del Sasso Barisano, Matera
- Immagini del silenzio, Abbazia di Novalese, Torino
- Aspekte der Biennale Venedig 1988, Art Forum Thomas, Munchen
- Undici artisti a Villa Domenica a Mocenigo
- L'utilità della bussola inventata ad Amalfi da Flavio Gioia, nelle derive dell'arte- Amalfi arte V, Antichi Arsenali, Amalfi
- Pinacoteca Comunale, Ravenna

1989
- Espace Lyonnais d'Art Contemporain, Lyon
- Sculture nella città, Alatri
- Pensieri Spaziali, Torre di Francesco di Giorgio Martini, Cagli
- Se una sera d'autunno un artista volesse inventare…, Galleria dell'Oca, Roma
- Pianeta irritabile Pesaro
- Idiomi della scultura contemporanea 2, Verona – Sommacampagna
- Anteprima, Villa delle Rose, Bologna
- Immagine dell'arte: omaggio a Cesare Brandi, Magazzini del Sale, Palazzo del Popolo, Siena
- Veicoli impropri, Galleria Eva Mencio, Torino
- Verso l'arte povera – Momenti e aspetti degli anni sessanta in Italia, Padiglione d'Arte Contemporanea, Milano

1990
- Percorsi ininterrotti dell'arte, Palazzo Rondinini alla Rotonda, Roma
- Sul tema del ritratto, Galleria dell'Oca, Roma
- Progetto scultura, Borderline 90, Monte Ciccardo
- Prigioni d'Invenzione, Festival 1990, Ex Carcere del S, Uffizio, Spoleto
- L'altra scultura, Palacio de Cristal, Madrid
- Entretien, Palais CEE, Bruxelles
- Artelago 90, Lago di Monate, Osmate
- Artisti del nostro tempo – Una storia storia in atto, Galleria Franca Mancini, Pesaro
- Laboratorio del Museo di Arte Contemporanea, Università La Sapienza, Roma
- Roma anni Sessanta – AL di là della pittura, Palazzo delle Esposizioni, Roma

1991
- Entretien, Toronto
- Consacrazione, omaggio a Masaccio, Chiesa di S. Maria del Carmine, Firenze
- Intersezione, Muzeu Mucsarnok, Budapest
- Un'idea di leggerezza, Galleria Piccoli, Parma; Chiostro di S. Miniato, Pisa
- L'ironia della scena, Studio Spazia, Bologna
- Anni Settanta, Galleria Martano, Torino
- Materiali della scultura italiana, Ex Foro Boario, Reggio Emilia
- Il miraggio della liricità, Lilyevalchs Konsthall, Stockholm
- Arte in scena – Sculture per il Todi Festival ‘91, Chiostro del Nido dell'Aquila, Todi; Galleria L'Isola, Roma
- Exploratorium – Cose dell'altro mondo, Istituto degli Innocenti, Firenze
- XV Biennale internazionale, Padova

1992
- V Triennale, Fellbach
- Galleria dell'Oca, Roma
- Galleria Valeria Belvedere, Milano
- Progetto scultura, S. Sofia

1993
- Origini marchigiane, Galleria Franca Mancini, Pesaro

1998
- Onde, Roma

2006
- Danza di astri e di stelle, Reggio Emilia

2007
- Shanghai, Pechino, Taiwan, Corea

2008
- Giardini dell'Ambasciata Italiana per le olimpiadi di Pechino

## Premi
1961
- Premio per la scultura con l'opera “Uomo Meccanico”

1969
- Premio F.P. Michetti, Francavilla al Mare

1971
- Premio Termoli, Termoli

1976
- Premio Bolaffi, Milano

1995
- Premio Speciale Internazionale per la scultura” conferito dal ” The Hakone Open Air Museum di Tokio con l'opera “Dove circolano le idee, grande disco”

2008
- Premio Antonio Feltrinelli per la scultura, attribuito dall'Accademia Nazionale dei Lincei,[1] con la presenza del presidente della Repubblica
- Premio dell'Angelo - Città di Cagli - Cagli